# 周啓剛
周 啓剛（しゅう けいごう）は、中華民国の政治家。早期から革命派として主にキューバで活動し、中国国民党では華僑との連携事務を担当した。字は覚庸。

## 事跡
早くから孫文（孫中山）に追随し、南洋や北米を遊説して華僑に対する革命宣伝を行った。1916年、キューバに渡り、翌年、国民党キューバ支部の中で地区担当部長を務めた。1919年、中国国民党キューバ支部評議部部長に就任している。1921年、キューバ『民声日報』董事（理事）、さらに国民党キューバ支部長、全キューバ華僑外交協進総会議長となった。1924年、国民党の改組と共に、キューバ総支部常務委員兼組織部部長に就任している。
帰国後の1926年（民国15年）9月、広州国民政府において僑務委員会委員に任ぜられた。翌年9月、党中央海外部主任委員となる。この頃、北伐を進めていた国民革命軍においても総司令部経理処党代表を務めた。1928年（民国17年）2月、国民党第2期中央執行委員に選出され、同年9月には南京の国民政府で僑務委員会常務委員に任ぜられている。なお、国民党中央執行委員には、この後第6期まで連続して選出された。
1929年（民国18年）3月、国軍編遣委員会中央編遣区委員に任ぜられる。1931年（民国20年）8月、僑務委員会副委員長に任ぜられ、12月、中央党部海外党務委員会主任委員となった。1935年（民国24年）12月、中央党部海外党務計画委員会主任委員となり、1938年（民国27年）、中央党部海外部副部長に任ぜられている。国民政府草創期から日中戦争（抗日戦争）終結後に至るまで、周啓剛は華僑との連携事務につき要職を担当し続けた。
1947年（民国36年）5月に僑務委員会副委員長を免ぜられてからの周啓剛の詳細な活動は不明であるが、1951年に死去した。享年63。